# Villadia patula
Villadia patula är en fetbladsväxtart som beskrevs av R. Moran och C.H. Uhl. Villadia patula ingår i släktet Villadia och familjen fetbladsväxter. Inga underarter finns listade i Catalogue of Life.